# Ernest Steward
Pour les articles homonymes, voir Steward.
Ernest « Ernie » Steward (parfois crédité Ernest W. Steward), né le 8 janvier 1914 à Londres, où il est mort le 8 avril 1990, est un directeur de la photographie anglais, membre de la BSC.

## Biographie
Au cinéma, Ernest Steward débute comme cadreur sur dix films britanniques sortis en 1940. Il devient chef opérateur à l'occasion d’Appointment with Venus (avec David Niven et Glynis Johns) de Ralph Thomas, sorti en 1951. Dès lors, il est un collaborateur attitré du réalisateur, qu'il retrouve fréquemment jusqu'en 1971, en particulier sur la série cinématographique consacrée au docteur Simon Sparrow (ex. : Rendez-vous à Rio en 1955, avec Dirk Bogarde et Brigitte Bardot).
Parmi les autres réalisateurs qu'il assiste, mentionnons Ken Annakin, Muriel Box, John Paddy Carstairs, ou encore Don Sharp (ex. : Le Masque de Fu-Manchu en 1965, avec Christopher Lee et Nigel Green). Sa carrière au grand d'écran se referme en 1980, après environ soixante-dix films (majoritairement britanniques, plus un film américain en 1970 et quelques coproductions) comme chef opérateur.
Pour la télévision, entre 1964 et 1978, Ernest Steward est directeur de la photographie sur trois séries, dont Chapeau melon et bottes de cuir (première série The Avengers, en 1965 et 1967, puis seconde série The New Avengers, en 1977) et Les Professionnels (en 1977 et 1978).

## Filmographie partielle

### Au cinéma
(films britanniques, comme directeur de la photographie, sauf mention contraire)
- 1940 : His Brother's Keeper de Roy William Neill (cadreur)
- 1940 : The Midas Touch de David MacDonald (cadreur)
- 1940 : Two for Danger de George King
- 1946 : Les Grandes Espérances (Great Expectations) de David Lean (prises de vues de seconde équipe)
- 1947 : Je cherche le criminel (Take My Life) de Ronald Neame (cadreur)
- 1948 : London Belongs to Me de Sidney Gilliat (cadreur)
- 1951 : Appointment with Venus de Ralph Thomas
- 1952 : Enquête à Venise (Venetian Bird) de Ralph Thomas
- 1952 : Trois Dames et un as (The Card) de Ronald Neame (prises de vues extérieures)
- 1953 : Les Marrants terribles (Top of the Form) de John Paddy Carstairs
- 1953 : Le Roi de la pagaille (Trouble in Store) de John Paddy Carstairs
- 1954 : Toubib or not Toubib (Doctor in the House) de Ralph Thomas
- 1954 : Un fils pour Dorothy (To Dorothy a Son) de Muriel Box
- 1954 : Folle des hommes (Mad about Men) de Ralph Thomas
- 1955 : Rendez-vous à Rio (Doctor at Sea) de Ralph Thomas
- 1955 : Up to his Neck de John Paddy Carstairs
- 1955 : Opération Tirpitz (Above Us the Waves) de Ralph Thomas
- 1955 : Simon et Laura (Simon and Laura) de Muriel Box
- 1956 : À tombeau ouvert (Checkpoint) de Ralph Thomas
- 1956 : Whisky, Vodka et Jupon de fer (The Iron Petticoat) de Ralph Thomas
- 1957 : La Vallée de l'or noir (Campbell's Kingdom), de Ralph Thomas
- 1957 : Faux Policiers (The Secret Place) de Clive Donner
- 1958 : Le vent ne sait pas lire (The Wind cannot read) de Ralph Thomas
- 1958 : Tempête sur la Jamaïque (Passionate Summer) de Rudolph Cartier
- 1958 : Sous la terreur (A Tale of Two Cities) de Ralph Thomas
- 1959 : Les 39 Marches (The 39 Steps) de Ralph Thomas
- 1959 : Entrée de service (Upstairs and Downstairs) de Ralph Thomas
- 1960 : Piccadilly Third Stop de Wolf Rilla
- 1960 : L'Amour en pilules (Doctor in Love) de Ralph Thomas
- 1960 : Les Conspiratrices ou La Conspiration (Conspiracy of Hearts) de Ralph Thomas
- 1961 : Les Gangsters (Payroll) de Sidney Hayers
- 1961 : No My Darling Daughter de Ralph Thomas
- 1961 : House of Mystery de Vernon Sewell
- 1961 : Pas d'amour pour Johnny (No Love for Johnnie) de Ralph Thomas
- 1961 : Un personnage très important (Very Important Person) de Ken Annakin
- 1962 : A Pair of Briefs de Ralph Thomas
- 1962 : The Wild and the Willing de Ralph Thomas
- 1962 : Ma douce tigresse (Crooks Anonymous) de Ken Annakin
- 1963 : Docteur en détresse (Doctor in Distress) de Ralph Thomas
- 1964 : X3, agent secret (Not Enough for June) de Ralph Thomas
- 1964 : Dernière Mission à Nicosie (The High Bright Sun) de Ralph Thomas
- 1965 : Les Dix Petits Indiens (Ten Little Indians) de George Pollock
- 1965 : Le Masque de Fu-Manchu (The Face of Fu Manchu) de Don Sharp (film germano-britannique)
- 1966 : Le Cirque de la peur (Circus of Fear) de John Llewellyn Moxey (film germano-britannique)
- 1966 : Doctor in Clover de Ralph Thomas
- 1966 : Les Treize Fiancées de Fu Manchu (The Brides of Fu Manchu) de Don Sharp (film germano-britannique)
- 1967 : Plus féroces que les mâles (Deadlier than the Male) de Ralph Thomas
- 1968 : Carry On... Up the Khyber (titre long : Carry On... Up the Khyber or The British Position in India) de Gerald Thomas
- 1968 : Mandat d'arrêt (Nobody runs Forever) de Ralph Thomas
- 1969 : Dieu pardonne, elles jamais ! (Some Girls Do) de Ralph Thomas
- 1970 : One More Time de Jerry Lewis (film américain)
- 1970 : Doctor in Trouble de Ralph Thomas
- 1971 : Mon petit oiseau s'appelle Percy, il va très bien merci (Percy) de Ralph Thomas
- 1971 : Quest for Love de Ralph Thomas
- 1974 : Le Manoir des fantasmes (Dark Places) de Don Sharp
- 1976 : Carry On England de Gerald Thomas
- 1980 : The Wildcats of St. Trinian's de Frank Launder

### À la télévision (séries - intégrale)
- 1965-1967 : Chapeau melon et bottes de cuir, première série (The Avengers)
  - Saison 4 (1965)
    - Épisode 12 La Poussière qui tue (Silent Dust) de Roy Ward Baker
    - Épisode 13 L'Heure perdue (The Hour that never was)
    - Épisode 14 Voyage sans retour (The Town of no Return) de Roy Ward Baker
    - Épisode 15 Le Fantôme du château De'Ath (Castle De'ath) de James Hill

  - Saison 5 (1967)
    - Épisode 8 Le Tigre caché (The Hidden Tiger) de Sidney Hayers
    - Épisode 10 Interférences (Never, never say die) de Robert Day
    - Épisode 12 Le Dernier des sept (The Superlative Seven) de Sidney Hayers
    - Épisode 14 Rien ne va plus dans la nursery (Something Nasty in the Nursery) de James Hill
    - Épisode 16 Qui suis-je ??? (Who's who ???)
    - Épisode 17 La Porte de la mort (Death's Door) de Sidney Hayers
    - Épisode 18 Le Retour des cybernautes (Return of the Cybernauts) de Robert Day
    - Épisode 19 La Chasse au trésor (Dead Man's Treasure) de Sidney Hayers
    - Épisode 20 Un petit déjeuner trop lourd (The £50,000 Breakfast) de Robert Day
    - Épisode 22 La Dynamo vivante (The Positive-Negative Man) de Robert Day
    - Épisode 24 Mission très improbable (Mission... Highly Improbable) de Robert Day
- 1977 : Chapeau melon et bottes de cuir, seconde série (The New Avengers)
  - Saison 1
    - Épisode 12 Le S95 (Sleeper) de Graeme Clifford

  - Saison 2
    - Épisode 1 Méfiez-vous des morts ! (Dead Men are dangerous) de Sidney Hayers
    - Épisode 2 Les Anges de la mort (Angels of Death)
    - Épisode 3 Steed et la voyante (Medium Rare) de Ray Austin
    - Épisode 5 Obsession
    - Épisode 6 Le Piège (Trap) de Ray Austin
    - Épisode 7 Otage (Hostage) de Sidney Hayers
- 1977-1978 : Les Professionnels (The Professionals)
  - Saison 1
    - Épisode 1 Danger public (Private Madness, Public Danger, 1977)
    - Épisode 2 L'Élément féminin (The Female Actor, 1978)
    - Épisode 3 L'Échéance (Old Dog with New Tricks, 1978) de Sidney Hayers
    - Épisode 4 Meurtre à longue portée (Killer with a Long Arm, 1978)
    - Épisode 5 L'Homme de la rue (Heroes, 1978)
    - Épisode 6 Le Rat de la jungle (Where the Jungle ends, 1978)
    - Épisode 7 Les Terroristes (Close Quarters, 1978)
    - Épisode 8 Suzy Carter (Everest was also conquered, 1978)
    - Épisode 9 Une nuit diablement chaude (When the Heat cools Off, 1978) de Ray Austin
    - Épisode 11 Tir groupé (Long Shot, 1978)
    - Épisode 12 Annie sous protection (Look after Annie, 1978) de Charles Crichton